# Pierluigi Costantin
Pierluigi Costantin (* 13. Februar 1971) ist ein ehemaliger italienischer Skilangläufer.

## Werdegang
Costantin startete im Dezember 1996 in Brusson erstmals im Skilanglauf-Weltcup und belegte dabei den 93. Platz über 15 km Freistil. Sein erstes Rennen im Continental-Cup lief er im Februar 1997 in Schlinig, welches er auf dem 14. Platz über 10 km Freistil beendete. Im Februar 2000 holte er in Monte Bondone über 15 km klassisch seinen einzigen Sieg im Continental-Cup. Im Dezember 2000 gewann er in Santa Caterina mit dem 23. Platz über 15 km Freistil seine ersten Weltcuppunkte. In der Saison 2001/02 kam er im Marathon-Cup mit vier Top-Zehn-Platzierungen auf den sechsten Platz in der Gesamtwertung. Dabei wurde er beim Tartu Maraton und beim American Birkebeiner jeweils Vierter. Im Januar 2003 erreichte er in Otepää mit dem 17. Platz im Massenstartrennen über 30 km klassisch seine beste Platzierung im Weltcup. Dieses Ergebnis wiederholte er im Februar 2004 in La Clusaz über 15 km Freistil. Bei den Nordischen Skiweltmeisterschaften 2003 im Val di Fiemme errang er den 27. Platz im 30-km-Massenstartrennen. Zudem gewann er im Jahr 2003 den Toblach–Cortina. In der Saison 2004/05 kam er im Marathon-Cup sechsmal unter die ersten Zehn. Dabei belegte er beim American Birkebeiner den zweiten Platz und zum Saisonende den vierten Platz in der Gesamtwertung. In der folgenden Saison erreichte er im Marathon-Cup sieben Top-Zehn-Platzierungen, darunter jeweils Platz drei beim American Birkebeiner und beim Transjurassienne. Er belegte damit den zweiten Platz in der Gesamtwertung. Seine letzten Weltcuprennen lief er bei der Tour de Ski 2006/07, die er auf dem 51. Platz beendete.

## Erfolge

### Siege bei Continental-Cup-Rennen
| Nr. | Datum            | Ort           | Disziplin       | Serie           |
| --- | ---------------- | ------------- | --------------- | --------------- |
| 1.  | 27. Februar 2000 | Monte Bondone | 15 km klassisch | Continental-Cup |

### Siege bei Skimarathon-Rennen
- 2003 Toblach–Cortina, 42 km klassisch

## Marathon-Cup-Gesamtplatzierungen
| Saison  | Punkte | Platz |
| ------- | ------ | ----- |
| 2000    | 11     | 77.   |
| 2001    | 84     | 11.   |
| 2002    | 199    | 6.    |
| 2003    | 50     | 22.   |
| 2003/04 | 29     | 34.   |
| 2004/05 | 294    | 4.    |
| 2005/06 | 325    | 2.    |
| 2006/07 | 75     | 17.   |
| 2007/08 | 95     | 19.   |